# COEX
COEX är en av största anläggningarna för konferenser och mässor i Sydkorea. COEX ligger i Gangnamdistriktet, Seoul. Det kan rymma cirka 200.000 människor.  COEX innehåller förutom konferenssalar och mässhallar även hotell, köpcentrum, bio, koreanska World Trade center-komplexet, COEX Aquarium och Seven Luck Casino.
COEX ligger i närheten av Samsung Station på linje 2 i Seouls tunnelbana.